# 김진우 (바둑 기사)
김진우(金鎭祐, 1985년 5월 26일 ~ )은 대한민국의 바둑 기사이다.

## 약력
오스트레일리아 시드니에서 태어났다. 이레바둑도장에서 바둑을 배웠고 1996년 해태배 단체전과 광진구청장배, 바둑케이블TV 어린이왕전, 1999년 서울특별시장기배 학생부 우승을 차지한 바 있다. 2004년에 입단하였으며, 2010년 5단을 거쳐 2014년 3월에 6단으로 승단하였다. 2005년 제5기 오스람코리아배 신예연승최강전 본선에 진출했으며, 한국바둑리그 본선에 올랐다. 2006년 제3기 전자랜드배 왕중왕전 16강과 2007년 제17기 비씨카드배 신인왕전 본선에 각각 진출했다.